# Tornado w kraju południowomorawskim (2021)

Prognozowane wartości parametru SCP, określającego możliwość wystąpienia superkomórek. W Czechach widoczne jest >30. Jest to wartość niezywkle rzadko spotykana w prognozach i świadczy o możliwości wystąpienia gwałtownych burz.

Tornado w kraju południowomorawskim – trąba powietrzna, jaka wczesnym wieczorem, 24 czerwca 2021, przeszła przez powiaty: Brzecław i Hodonín na południu Czech. Zjawisko spowodowało śmierć 6 osób, co najmniej 200 osób zostało rannych, z czego 90 osób hospitalizowano. To najbardziej zabójcze tornado w Europie od 2001 r. i jedno z najsilniejszych zaobserwowanych tornad w historii Czech – jego intensywność jest wstępnie szacowana na F3 lub F4 w skali Fujity.

## Sytuacja meteorologiczna

Sodaż aerologiczny wykonany w Prościejowie (Prostejov), który wskazał 3500 J/kg energii CAPE

W czwartek 24 czerwca warunki meteorologiczne na północ od wschodniego krańca Alp sprzyjały powstawaniu burz superkomórkowych, ponieważ w atmosferze występowała bardzo duża energia potencjalna dostępna konwekcyjnie (CAPE), która wg sondażu z Prościejowa mogła wynosić aż 3000-4000 J/kg (patrz: grafika sondaż aerologiczny) i znaczne wartości uskoków wiatru. Czeski Instytut Hydrometeorologiczny (ČHMÚ) wydał ostrzeżenie przed występowaniem bardzo silnych burz z ulewnymi deszczami. Sieć ESTOFEX dla obszaru na granicy Dolnej Austrii i kraju południowomorawskiego wydała ostrzeżenie 3. stopnia (przewidujące możliwość wystąpienia opadów gradu o średnicy co najmniej 5 cm, porywów wiatru o prędkości przekraczającej 119 km/h, a także tornad o intensywności do F2).

## Przebieg zdarzeń

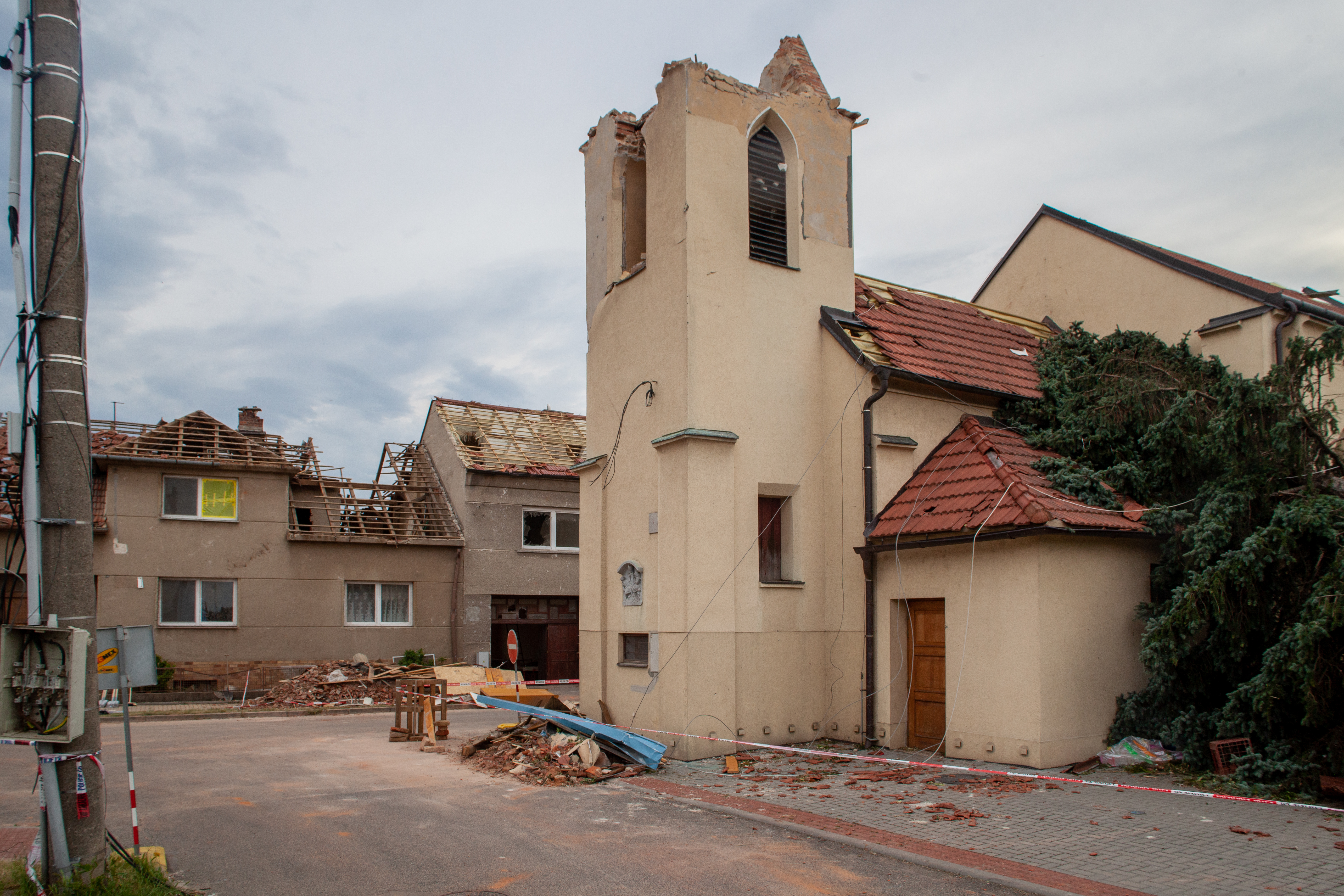
Zniszczenia w miejscowości Hrušky

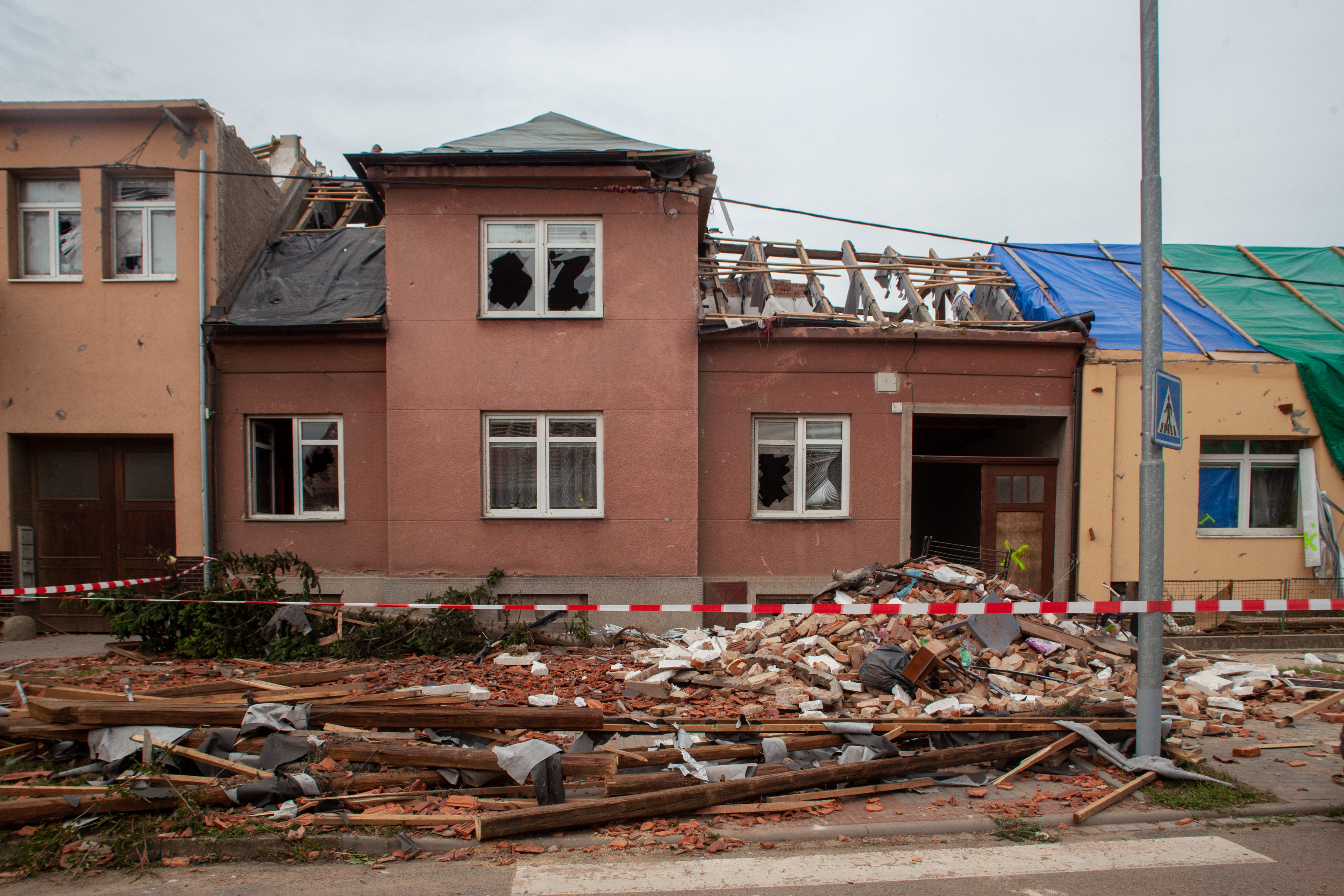
Moravská Nová Ves –

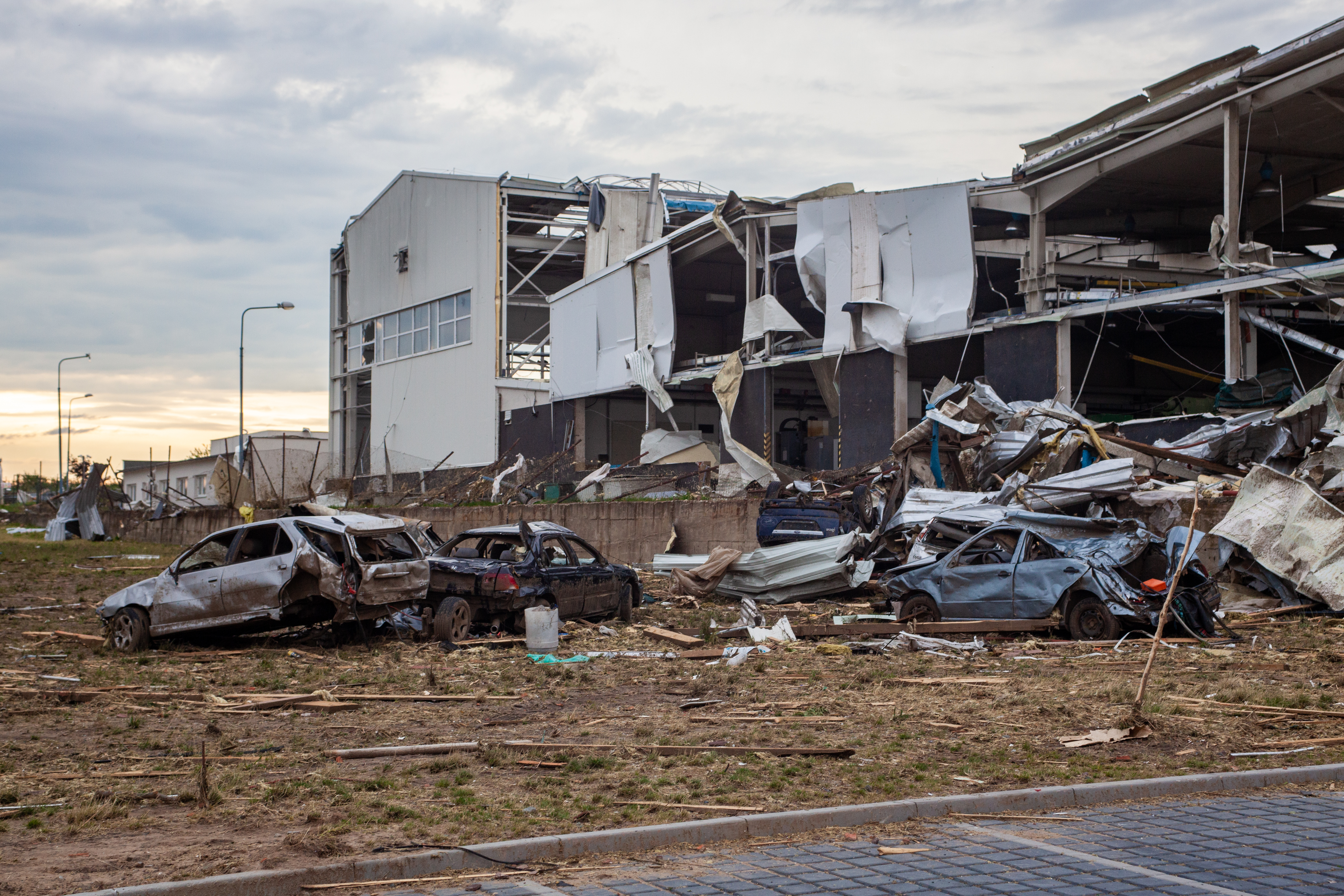
Zniszczenia w miejscowości Lužice

Superkomórka burzowa, z którą związane było tornado, przeszła szlakiem drogi I/55 w kierunku z południowego zachodu na północny wschód przed 20:00 CEST, kolejno przez Hrušky i Moravską Novą Ves w powiecie Brzecław i dalej Mikulčice i Lužice w powiecie Hodonín.
Tornado dotknęło powierzchni gruntu w okolicach wsi Hrušky i szybko zaczęło nabierać rozmiarów i intensywności w miarę przesuwania się w kierunku wsi. Następnie uderzyło bezpośrednio w Hrušky, powodując rozległe zniszczenia w większej części miejscowości. Wiele solidnie zbudowanych domów murowanych zostało ciężko uszkodzonych lub zniszczonych; poważnie uszkodzony został również budynek szkoły. W Hruškach 85% budynków zostało uszkodzonych, a jedna trzecia została zniszczona.
Masywne i silne tornado przemieszczało się następnie na północny wschód, powodując poważne zniszczenia w miejscowościach Moravská Nová Ves i Mikulčice. Setki budynków zostało zniszczonych lub znacznie uszkodzonych na tym odcinku ścieżki, wliczając w to: domy, kościoły, siedziby przedsiębiorstw i budynki magazynowe. Kilka z tych obiektów zostało zrównanych z ziemią. Zewnętrzne ściany budynków, które się ostały, zostały porysowane przez unoszone wiatrem przedmioty, z których wiele wbiło się w beton. Samochody były przemieszczane lub wywracane na dach, a niektóre drzewa zostały obite lub częściowo odarte z kory przelatującymi przedmiotami. Pola uprawne zostały ogołocone z roślinności, metalowe wieże kratownicowe zostały przewrócone, a połacie drzewostanu tornado zrównało z ziemią, gdy przetaczało się przez pobliskie obszary wiejskie.
Przemieszczając się w stronę Lužic, trąba powietrzna zwęziła się zarówno pod względem szerokości ścieżki, jak i leja kondensacyjnego, ale nadal powodowała poważne szkody. Znaczna liczba domów i budynków mieszkalnych uległa uszkodzeniu lub zniszczeniu, wiele pojazdów zostało poprzewracanych i roztrzaskanych, budynki przemysłowe o metalowym szkielecie zostały zniszczone, ulice zostały pokryte gruzem, a przerwane linie gazowe i elektryczne stały się zarzewiem wielu małych pożarów. Gdy tornado wkroczyło do Hodonína, choć osłabło, a jego lej przybrał kształt liny, nadal wyrządzało szkody (m.in. w domu spokojnej starości, hali sportowej, zoo i w kilku innych budynkach), zanim uległo rozproszeniu. Całkowita długość ścieżki tornada to 24,8 km.

## Ofiary
Łącznie sześć osób zginęło na miejscu lub zmarło później w wyniku odniesionych obrażeń.
W Lužicach upadek żelaznej konstrukcji na miejscu zabił ciężarną kobietę, pochodzącą ze Słowacji, mieszkającą na stałe we wsi. 60-letni mężczyzna zmarł w miejscowości Moravská Nová Ves, prawdopodobnie w swoim samochodzie. W Szpitalu Uniwersyteckim w Brnie w wyniku odniesionych obrażeń zmarł 21-letni mężczyzna, którego uderzyła upadająca latarnia uliczna. Inna osoba zmarła w szpitalu w Hodonínie. W niedzielę, 27 czerwca, zmarła szósta ofiara tornada – dwuipółletnia dziewczynka.

## Inne tornada
Tornado na południu Czech było częścią serii, która tego dnia dotknęła Europę, obejmującej w sumie pięć tornad (potwierdzonych przez ESWD). W Polsce jedna osoba została ranna w wyniku przejścia tornada F2, które uderzyło w miejscowości Librantowa i Koniuszowa w województwie małopolskim, uszkadzając wiele budynków, z czego z 15 zerwane zostały dachy. Tamtej doby otrzymano również liczne doniesienia o niszczących wiatrach prostoliniowych i dużym, niszczycielskim gradzie, głównie w Polsce, Czechach, północnej Austrii i południowych krańcach Niemiec.